# جوشوا براند
جوشوا براند (بالإنجليزية: Joshua Brand)‏ هو كاتب سيناريو أمريكي، ولد في 29 نوفمبر 1950 في نيويورك في الولايات المتحدة.

## وصلات خارجية
- جوشوا براند على موقع IMDb (الإنجليزية)
- جوشوا براند على موقع ألو سيني (الفرنسية)
- جوشوا براند على موقع ميوزك برينز (الإنجليزية)
- جوشوا براند على موقع أول موفي (الإنجليزية)
- جوشوا براند على موقع قاعدة بيانات الأفلام السويدية (السويدية)
- جوشوا براند على موقع قاعدة بيانات الفيلم (الإنجليزية)
- جوشوا براند على موقع كينوبويسك (الروسية)